# Myriam Revault d'Allonnes
Pour les articles homonymes, voir Revault d'Allonnes.
Myriam Revault d'Allonnes est une philosophe et universitaire française, directrice d'études à l'École pratique des hautes études (EPHE) de 2002 à 2011.

## Biographie
Myriam Berman naît à Roanne en 1942. Elle est agrégée de philosophie et titulaire d'un doctorat de philosophie de l'université Paris 1 et d'une habilitation universitaire.

## Activités professionnelles
Myriam Revault d'Allonnes est professeure en classes préparatoires aux grandes écoles, puis maître de conférences à l'université de Strasbourg et professeure à l'université de Rouen. Elle est directrice d'études à l’École pratique des hautes études de 2002 à 2011. Elle est professeure émérite depuis 2011. 
Elle est chercheuse associée au CEVIPOF. Elle a enseigné la théorie politique à l’École doctorale de Sciences Po Paris et est directrice de programme au Collège international de philosophie de 1986 à 1992. 
Elle est membre en 2008 de la commission du Livre blanc sur la politique étrangère et européenne de la France et en 2012 du Jury de la Conférence de consensus sur la prévention de la récidive.
Elle préside de 2015 à 2018 la commission philosophie-psychanalyse-sciences religieuses du Centre national du livre (CNL).

## Thèmes de recherche
Spécialiste de philosophie éthique et politique, ses recherches ont d’abord porté sur la Terreur de la Révolution française, sur le « mal du politique » et le « caractère intraitable » des passions dont est faite l’assise originaire du lien social. Elle s’est interrogée sur la notion de « banalité du mal » et sur la question du « sens de l’humain » entendu comme capacité d’échanger des expériences, capacité dont l’expérience concentrationnaire nous a notamment donné à voir la défection la plus radicale. 
Travaillant autour de la pensée de Hannah Arendt, elle a également poursuivi, sur la question du politique, des recherches proches, dans leur inspiration et leur perspective, de celles de Maurice Merleau-Ponty, de Claude Lefort, de Paul Ricœur et de Cornelius Castoriadis. Abordant ainsi des problèmes liés aux perspectives actuelles, elle a analysé les remaniements conceptuels (notamment autour de la question de la temporalité) auxquels doivent être soumises les expériences contemporaines, d’où ses récents travaux sur les notions d’« autorité », de « crise » et de « représentation ». Sa réflexion sur la démocratie accorde une place décisive aux affects politiques et aux dispositions subjectives que les individus entretiennent à l’égard du mode d’existence démocratique.

## Publications

### Ouvrages
- D'une mort à l'autre : précipices de la Révolution, Paris, Seuil, coll. « Esprit », 1989, 233 p. (ISBN 2-02-010719-8).
- La persévérance des égarés, Christian Bourgois, 1991.
- Ce que l’homme fait à l’homme. Essai sur le mal politique, Seuil, 1995 (Champs-Flammarion, 1999 et 2010).
- Le dépérissement de la politique. Généalogie d’un lieu commun, Aubier-Flammarion, 1999 (Champs-Flammarion, 2001).
- Merleau-Ponty. La chair du politique, Michalon, 2001.
- Fragile humanité, Aubier-Flammarion, 2002.
- Doit-on moraliser la politique ?, Bayard, coll. « Le temps d’une question », 2002.
- Pourquoi les hommes font-ils la guerre ?, Gallimard-Jeunesse, 2006.
- Le pouvoir des commencements. Essai sur l’autorité, Seuil, 2006 (« Points Essais » 2012).
- L’homme compassionnel, Seuil, 2008.
- Pourquoi nous n’aimons pas la démocratie, Seuil, 2010.
- La crise sans fin. Essai sur l’expérience moderne du temps, Seuil, 2012 (« Points Essais », 2016).
- Raconter des histoires, raconter l’histoire, Gallimard-Jeunesse, coll. « Chouette ! Penser », 2013.
- L’obstination (avec Adèle Van Reeth), Plon, 2014.
- Le miroir et la scène. Ce que peut la représentation politique, Seuil, 2016.
- La politique expliquée à nos enfants, Seuil, 2017.
- La faiblesse du vrai. Ce que la post-vérité fait à notre monde commun, Seuil, 2018 (« Points Essais », 2021).
- L'Esprit du macronisme, ou l'art de dévoyer les concepts, Seuil, 2021 (« Points Essais », 2022).
- Ainsi meurt la démocratie (avec Chantal Delsol), Mialet-Barrault Editeurs, 2022.
- Le crépuscule de la critique, Seuil, coll. « Libelle », 2022.

### Direction d'ouvrages
- Colloque Hannah Arendt, politique et pensée, 1988, Paris (avec Miguel Abensour, Christine Buci-Glucksmann et alii), Payot, Petite bibliothèque Payot, 1996.
- Cahier de l’Herne : Paul Ricœur, L’Herne, 2004 (avec François Azouvi), Seuil, (« Points Essais », 2007).
- Modernité et sécularisation, (avec Michaël Fœssel et Jean-François Kervégan) CNRS éditions, 2007.
- Chouette ! philo (avec Michaël Fœssel), Gallimard-jeunesse, 2012.

### Traductions
- Juger. Sur la philosophie politique de Kant. Traduction annotée, suivie de l'essai interprétatif « Le courage de juger », des Lectures on Kant’s Political Philosophy de Hannah Arendt, Seuil, Paris, 1991 (« Points Essais », 2003).
- L’idéologie et l’utopie (avec Joël Roman) ; Traduction, précédée d’un avant-propos, de l’édition française des Lectures on Ideology and Utopia de Paul Ricœur, Seuil, 1997 (« Points-essais », 2005).

### Ouvrages collectifs
- Voir ensemble, autour de Jean-Toussaint Desanti (dir. Marie-José Mondzain), Gallimard, 2003.
- L’interminable écriture de l’extermination (dir. Alain Finkielkraut), Stock, 2010.
- La vie privée des convictions, Politique, affectivité, intimité (dir. Anne Muxel), Les Presses de Sciences Po, 2012.
- Temps et politique. Les recompositions de l’identité (dir. Anne Muxel), Les Presses de Sciences Po, 2015.
- Mensonges et vérités (dir. Michel Wieviorka), Les entretiens d’Auxerre, Éditions Sciences humaines, 2016.
- Une certaine idée de l’Europe, Flammarion, coll. « Champs actuel », mai 2019.
- La démocratie dans l’adversité (dir. Chantal Delsol), Éditions du Cerf, mai 2019.

### Articles
- « La nuit de la guerre », in Bloc Notes de la psychanalyse, no 18, 2003.
- « Sommes-nous vraiment déthéologisés ? Carl Schmitt, Hans Blumenberg et la sécularisation des temps modernes », Les Études philosophiques, janvier 2004.
- « Pulsions de mort et intraitable socialité » in La pulsion de mort, dir. Michel Plon et Henri Rey-Flaud, Eres, 2004.
- « De l’autorité à l’institution : la durée publique », Esprit, août-septembre 2004.
- « Le temps et l’autorité. A propos de Kojève », Esprit, mars-avril 2005.
- « Cet Eros par quoi nous sommes dans l’être », Esprit, La pensée Ricœur, mars-avril 2006.
- « Le zèle compassionnel de Nicolas Sarkozy », Esprit, Qu’est-ce que le sarkozysme ? novembre 2007.
- « L‘impensable banalité du mal », Cités, no 36, novembre 2008.
- « Qu’est-ce qu’une philosophie de l’actualité ? », Esprit, Refaire les Lumières, août-septembre 2009.
- « La vie refigurée, autour des Disparus de Daniel Mendelsohn », Esprit, Les guerres du XXe siècle, janvier 2011.
- « Hannah Arendt, penseur de la crise », Études, septembre 2011.
- « La vie refigurée : les implications éthiques du récit », Archives de philosophie, octobre-décembre 2011.
- « De l’utilité de la tragédie pour la vie », Esprit, Paul Ricœur, la pensée sans nostalgie, novembre 2013.
- « Les paradoxes de la représentation politique », Études, décembre 2013.
- « Les droits humains aujourd’hui : un horizon d’universalité politique », Revue Communications, n° 104, mai 2019.

## Distinctions
- 2009 : prix Montyon de l'Académie française pour L'Homme compassionnel[4]
- 2013 : chevalier de la Légion d'honneur
- 2019 : prix spécial du jury du Livre politique pour l’ensemble de son œuvre